# 大列普林多湖
56°37′43″N 117°31′48″E / 56.6286°N 117.53°E
大列普林多湖（俄语：Большое Леприндо），是俄羅斯的湖泊，位於該國南部，由外貝加爾邊疆區負責管轄，長11.5公里、寬1.5公里，面積17.2平方公里，海拔高度980米，集水區面積241平方公里，平均水深25米，最大水深65米。